# Shoshin
Shoshin (初 心) es un concepto del budismo zen  y las artes marciales japonesas que significa "mente de principiante". Se refiere a tener una actitud de apertura, entusiasmo y falta de ideas preconcebidas cuando se estudia un tema, tanto a un nivel avanzado, como de principiante.
La frase también se utiliza en el título del libro Mind Zen, mente de principiante por el maestro Zen Shunryu Suzuki, que dice lo siguiente sobre el enfoque correcto para la práctica del Zen: En la mente del principiante hay muchas posibilidades, en la mente del experto hay pocos.
Saadat A. Khan sugiere que la "mente de principiante encarna las más altas cualidades emocionales, tales como el entusiasmo, la creatividad, y el optimismo. Si el lector reflexiona brevemente sobre los opuestos de estas cualidades, es claro ver que la calidad de vida requiere vivir con la mente del  principiante. Con la mente de principiante, no es limitado de una riqueza infinita ".
Un término relacionado, Shoshin (正 真), significa la verdad correcta y se utiliza para denotar una firma auténtica de las obras de arte o para referirse a cualquier cosa o persona que es genuina.
- Datos: Q2272845